# Braunarlspitze
Braunarlspitze är en bergstopp i Österrike.   Den ligger i distriktet Bludenz och förbundslandet Vorarlberg, i den västra delen av landet, 500 km väster om huvudstaden Wien. Toppen på Braunarlspitze är 2 649 meter över havet, eller 826 meter över den omgivande terrängen. Bredden vid basen är 9,5 km.
Terrängen runt Braunarlspitze är varierad. Närmaste större samhälle är Mittelberg, 12,5 km nordost om Braunarlspitze. 
Trakten runt Braunarlspitze består i huvudsak av gräsmarker. Runt Braunarlspitze är det ganska glesbefolkat, med 47 invånare per kvadratkilometer.